# Czad na Letnich Igrzyskach Olimpijskich 1968
Czad na Letnich Igrzyskach Olimpijskich 1968 reprezentowało 3 zawodników, byli to sami mężczyźni. Był to drugi występ reprezentacji Czadu na letnich igrzyskach olimpijskich.

## Skład kadry

### Lekkoatletyka

#### Konkurencje biegowe

##### Mężczyźni
| Zawodnik   | Konkurencja    | Eliminacje | Eliminacje | Półfinały | Półfinały | Finał | Finał   |
| Zawodnik   | Konkurencja    | Czas       | Pozycja    | Czas      | Pozycja   | Czas  | Pozycja |
| ---------- | -------------- | ---------- | ---------- | --------- | --------- | ----- | ------- |
| Ahmed Issa | Bieg na 800 m  | 1:49,0     | 4.         | NQ        | NQ        | NQ    | NQ      |
| Ahmed Issa | Bieg na 1500 m | 3:53,1     | 4. Q       | 3:53,2    | 8.        | NQ    | NQ      |

#### Konkurencje techniczne

##### Mężczyźni
| Zawodnik       | Konkurencja | Eliminacje | Eliminacje | Finał  | Finał   |
| Zawodnik       | Konkurencja | Wynik      | Pozycja    | Wynik  | Pozycja |
| -------------- | ----------- | ---------- | ---------- | ------ | ------- |
| Ahmed Senoussi | Skok wzwyż  | 2,14 m     | 4. Q       | 2,09 m | 12.     |
| Mahamat Idriss | Skok wzwyż  | 2,06 m     | 21.        | NQ     | NQ      |